# Коррігенвілл (Меріленд)
Коррігенвілл (англ. Corriganville) — переписна місцевість (CDP) в США, в окрузі Аллегені штату Меріленд. Населення — 421 особа (2020).

## Географія
Коррігенвілл розташований за координатами 39°41′40″ пн. ш. 78°47′49″ зх. д. / 39.69444° пн. ш. 78.79694° зх. д. (39.694534, -78.796939).  За даними Бюро перепису населення США в 2010 році переписна місцевість мала площу 1,02 км², уся площа — суходіл.

## Демографія
Згідно з переписом 2010 року, у переписній місцевості мешкало 455 осіб у 194 домогосподарствах у складі 138 родин. Густота населення становила 445 осіб/км².  Було 204 помешкання (199/км²).
Расовий склад населення:
| - 98,2 % — білих - 0,4 % — азіатів |

До двох чи більше рас належало 1,1 %. Частка іспаномовних становила 0,2 % від усіх жителів.
За віковим діапазоном населення розподілялося таким чином: 19,8 % — особи молодші 18 років, 59,3 % — особи у віці 18—64 років, 20,9 % — особи у віці 65 років та старші. Медіана віку мешканця становила 46,4 року. На 100 осіб жіночої статі у переписній місцевості припадало 95,3 чоловіків;  на 100 жінок у віці від 18 років та старших — 94,1 чоловіків також старших 18 років.
Середній дохід на одне домашнє господарство  становив 53 759 доларів США (медіана — 39 018), а середній дохід на одну сім'ю — 58 888 доларів (медіана — 40 391). За межею бідності перебувало 3,1 % осіб, у тому числі 0,0 % дітей у віці до 18 років та 7,8 % осіб у віці 65 років та старших.
Цивільне працевлаштоване населення становило 158 осіб. Основні галузі зайнятості: роздрібна торгівля — 35,4 %, освіта, охорона здоров'я та соціальна допомога — 25,3 %, публічна адміністрація — 8,2 %, науковці, спеціалісти, менеджери — 5,7 %.